# Каска-1М
«Каска-1М» — общевойсковой пулезащитный кевларовый шлем, который разработан и выпускается украинской компанией ООО НПП «ТЕМП-3000».

## История
В 1990е годы работы по созданию новых образцов защитных шлемов не являлись приоритетными для государственных структур Украины в связи с наличием значительных запасов стальных шлемов СШ-68, СШ-60 и СШ-40 советского производства, количество которых превышало потребности вооружённых сил Украины. В результате, только в 1997 году был составлен и утверждён документ, устанавливающий общие требования к защитным шлемам — ГСТУ 78-41-004-97 «Шоломи для захисту від куль. Загальні технічні умови».
Разработка защитного шлема из параарамидного материала была начата НПП «ТЕМП-3000» в середине 1990-х годов и завершена в 2000-е годы, когда на предприятии была освоена технология производства композитного пулезащитного шлема из сверхвысокомолекулярного полиэтилена с полимерным покрытием. В дальнейшем, с использованием компьютерного моделирования были изготовлены несколько опытных образцов шлема, которые поступили на испытания отстрелом. Эталонный образец прошедшего испытания варианта пулезащитного шлема (который в дальнейшем получил название «Каска-1М») выдержал пять попаданий пуль патрона 9×19 мм «Parabellum», произведённых с дистанции 5 метров.
В 2010 году ГК «Укрспецэкспорт» включил в каталог предлагаемой на экспорт продукции предприятий военно-промышленного комплекса Украины шлем «Каска-1» (под наименованием «Kaska-1»).
До начала боевых действий на востоке Украины весной 2014 года шлемов «Каска-1М» в вооружённых силах Украины не имелось. После начала боевых действий потребности украинской армии в средствах индивидуальной защиты увеличились. В первом полугодии 2014 года министерство обороны Украины заключило серию контрактов на поставку шлемов модели «Каска-1М» для вооружённых сил Украины (по официальным данным министерства обороны Украины, только в период до 6 июня 2014 года для украинской армии было заказано 10 000 шт. шлемов по цене 2800 гривен за единицу) и начали поступать в войска.
В первом полугодии 2015 года вооружённые силы Украины получили ещё 64 580 шт. шлемов модели «Каска-1М», в дальнейшем, поставки шлемов в войска продолжались. Только в период с 1 января до 8 сентября 2015 года вооружённые силы Украины получили 75 тысяч шлемов модели «Каска-1М». Кроме того, в 2015 году шлемы начали закупать для Национальной гвардии Украины.
Тем не менее, по состоянию на начало 2017 года основную часть шлемов, имевшихся на вооружении вооружённых сил и Национальной гвардии Украины составляли шлемы советского производства.
В 2017 году серийный шлем прошёл испытания в баллистической лаборатории "Teijin Twaron" в г. Вупперталь (ФРГ) на соответствии стандарту STANAG 2920 для средств индивидуальной защиты НАТО. Было установлено, что при обстреле шлема имитатором осколка FSP массой 1,1 грамма значение параметра V50 (средняя скорость, при которой средство защиты оказывается пробито насквозь в 50 % случаев) составляет 660 м/с.
В сентябре 2017 года испытания и отстрел шлемов этого типа были проведены в расположении 810-й отдельной бригады морской пехоты Черноморского флота ВМФ РФ. В результате, было установлено, что защитные свойства бывших в употреблении шлемов снижаются с течением времени (шлемы, которые находятся на складском хранении сохраняют защитные свойства лучше, находящиеся в эксплуатации и получившие повреждения теряют их быстрее). В целом, шлемы сохраняют защитные свойства V50 (средняя скорость, при которой средство защиты оказывается пробито насквозь в 50% случаев) на уровне 600 м/с в течение 3 - 4 лет, в дальнейшем значение параметра V50 снижается до 588 м/с.
В марте 2019 года отпускная цена шлемов "Каска-1М" составляла 3149 гривен/шт. (на 9% дороже, чем в ноябре 2018 года).
В дальнейшем в ходе увеличения численности вооружённых сил Украины в 2020-2021 гг. (в том числе, за счёт создания частей территориальной обороны) потребность в защитном снаряжении увеличилась. 26 января 2022 года правительство ФРГ согласилось выделить украинским войскам 5000 касок, 8-9 февраля 2022 партия касок была доставлена из Великобритании. После 24 февраля 2022 года объёмы военной помощи были увеличены (в период до 27 мая 2022 года из США было поставлено 50 тыс. касок, из Швеции - ещё 5 тыс. касок, дополнительное количество касок было поставлено другими странами. В результате, к началу июня 2022 года в вооружённых силах и других военизированных формированиях Украины использовались несколько разных типов касок.

## Описание
Дизайн шлема был разработан на основе конструкции американских шлемов ACH и ECH, имеет обтекаемую форму, которая позволяет использовать шлем вместе со средствами противохимической защиты, а также обеспечивает возможность использования оптических приборов, средств связи и ношения активных наушников.
Конструктивно шлем состоит из пакета баллистической ткани, имеющей хорошую термостойкость (сообщается, что наличие на голове шлема модели «Каска-1М» делает голову военнослужащего менее заметной для тепловизоров), наружного покрытия (полиуретановый водонепроницаемый состав, окрашеный матовой краской) и ременной системы с четырехточечным креплением — для фиксации шлема на голове. По нижнему контуру шлем обрамлен полимерным кантом.
Шлем обеспечивает противоосколочную и противопулевую защиту по классу защиты 1А государственного стандарта Украины и выпускается в трёх размерах (большой, малый и средний).

## Варианты и модификации
- "Каска 1М комплектація № 7" (ТОР-Д) - облегченный шлем для парашютно-десантных войск с уменьшенной площадью защиты, оснащённый подвесной системой BOA производства США[24].

## Аксессуары
Шлем комплектуется тканевым чехлом и может быть дополнительно оснащён креплением для прибора ночного видения или универсальной планкой «Пикатинни» (для крепления на боковой поверхности шлема фонаря, видеокамеры или иного нашлемного оборудования).

## Страны-эксплуатанты
- Украина:
  - Вооружённые силы Украины — в середине 2000-х годов небольшое количество шлемов проходило испытания в подразделениях украинского контингента в Ираке; после завершения испытаний в 2014 году шлем был утверждён в качестве стандартного общевойскового защитного шлема для вооружённых сил Украины[25]
  - Национальная гвардия Украины[6]

Кроме того, каски предлагаются на экспорт государственной компанией «Спецтехноэкспорт».